# 20e étape du Tour de France 1964
Pour un article plus général, voir Tour de France 1964.
La 20e étape du Tour de France 1964 a eu lieu le 12 juillet 1964 entre Brive-la-Gaillarde et Clermont-Ferrand/Puy de Dôme, en France, sur une distance de 237,5 km. Elle a été remportée par l'Espagnol Julio Jiménez. Cette étape est surtout marquée par la lutte que se livrent les deux protagonistes pour la victoire finale de ce Tour de France, Jacques Anquetil le maillot jaune et Raymond Poulidor, dans l'ascension du puy de Dôme qui conclut l'étape. Poulidor y distance Anquetil mais échoue à prendre le maillot jaune à celui-ci pour 14 secondes.

## Parcours
Le parcours s'étend sur 237,5 km entre Brive-la-Gaillarde en Corrèze, traverse le Cantal pour se terminer au sommet puy de Dôme, classé en première catégorie, dans le département du même nom.

## Déroulement de l'étape
De nombreuses tentatives d'échappées animent l'étape mais n'empêchent pas l'ensemble des protagonistes de ce Tour de France d'arriver groupés au début de l'ascension du puy de Dôme. À 4,5 kilomètres du sommet, là où les pourcentages sont les plus élevés, l'Espagnol Julio Jiménez attaque et distance ses adversaires. Il est pris en chasse par son compatriote Federico Bahamontes. Derrière, Jacques Anquetil et Raymond Poulidor perdent régulièrement du terrain sur les Espagnols et sont au coude à coude durant trois kilomètres. À un kilomètre de l'arrivée, Poulidor distance un Anquetil épuisé et arrive au sommet 42 secondes devant son compatriote. Pour la victoire d'étape, Bahamontes n'arrive pas à revenir sur Jiménez qui s'impose avec 11 secondes de marge. Au classement général, à deux jours de l'arrivée de ce Tour, Poulidor n'a plus que 14 secondes de retard sur Anquetil. Cette étape marque ce Tour de France particulièrement indécis avec la rivalité Anquetil-Poulidor,,.

## Classement de l'étape
| \| Classement de l'étape \| Classement de l'étape \| Classement de l'étape \| Classement de l'étape \| Classement de l'étape \| \| Coureur \| Coureur \| Pays \| Équipe \| Temps \| \| --------------------- \| --------------------- \| --------------------- \| --------------------------- \| --------------------- \| \| 1er \| Julio Jiménez \| Espagne \| Kas-Kaskol \| 7 h 09 min 33 s \| \| 2e \| Federico Bahamontes \| Espagne \| Margnat-Paloma-Dunlop \| + 11 s \| \| 3e \| Raymond Poulidor \| France \| Mercier-BP-Hutchinson \| + 57 s \| \| 4e \| Vittorio Adorni \| Italie \| Salvarani \| + 1 min 30 s \| \| 5e \| Jacques Anquetil \| France \| Saint-Raphaël-Gitane-Dunlop \| + 1 min 39 s \| \| 6e \| Henri Anglade \| France \| Pelforth-Sauvage-Lejeune \| + 1 min 59 s \| \| 7e \| André Foucher \| France \| Pelforth-Sauvage-Lejeune \| + 2 min 04 s \| \| 8e \| Francisco Gabica \| Espagne \| Kas-Kaskol \| + 2 min 32 s \| \| 9e \| Fernando Manzaneque \| Espagne \| Ferrys \| + 2 min 46 s \| \| 10e \| Jan Janssen \| Pays-Bas \| Pelforth-Sauvage-Lejeune \| + 3 min 22 s \| |                     |          |                             |                 |
| |                     |          |                             |                 |
| |                     |          |                             |                 |
| Classement de l'étape |                     |          |                             |                 |
| Coureur | Coureur             | Pays     | Équipe                      | Temps           |
| 1er | Julio Jiménez       | Espagne  | Kas-Kaskol                  | 7 h 09 min 33 s |
| 2e | Federico Bahamontes | Espagne  | Margnat-Paloma-Dunlop       | + 11 s          |
| 3e | Raymond Poulidor    | France   | Mercier-BP-Hutchinson       | + 57 s          |
| 4e | Vittorio Adorni     | Italie   | Salvarani                   | + 1 min 30 s    |
| 5e | Jacques Anquetil    | France   | Saint-Raphaël-Gitane-Dunlop | + 1 min 39 s    |
| 6e | Henri Anglade       | France   | Pelforth-Sauvage-Lejeune    | + 1 min 59 s    |
| 7e | André Foucher       | France   | Pelforth-Sauvage-Lejeune    | + 2 min 04 s    |
| 8e | Francisco Gabica    | Espagne  | Kas-Kaskol                  | + 2 min 32 s    |
| 9e | Fernando Manzaneque | Espagne  | Ferrys                      | + 2 min 46 s    |
| 10e | Jan Janssen         | Pays-Bas | Pelforth-Sauvage-Lejeune    | + 3 min 22 s    |

## Classement général
| \| Classement général \| Classement général \| Classement général \| Classement général \| Classement général \| \| Coureur \| Coureur \| Pays \| Équipe \| Temps \| \| ------------------ \| ------------------- \| ------------------ \| --------------------------- \| ------------------ \| \| 1er \| Jacques Anquetil \| France \| Saint-Raphaël-Gitane-Dunlop \| 113 h 25 min 53 s \| \| 2e \| Raymond Poulidor \| France \| Mercier-BP-Hutchinson \| + 14 s \| \| 3e \| Federico Bahamontes \| Espagne \| Margnat-Paloma-Dunlop \| + 1 min 33 s \| \| 4e \| Henri Anglade \| France \| Pelforth-Sauvage-Lejeune \| + 4 min 21 s \| \| 5e \| Georges Groussard \| France \| Pelforth-Sauvage-Lejeune \| + 6 min 49 s \| \| 6e \| André Foucher \| France \| Pelforth-Sauvage-Lejeune \| + 7 min 55 s \| \| 7e \| Julio Jiménez \| Espagne \| Kas-Kaskol \| + 8 min 31 s \| \| 8e \| Gilbert Desmet \| Belgique \| Wiel's-Groene Leeuw \| + 10 min 25 s \| \| 9e \| Hans Junkermann \| Allemagne \| Wiel's-Groene Leeuw \| + 10 min 49 s \| \| 10e \| Vittorio Adorni \| Italie \| Salvarani \| + 12 min 41 s \| |                     |           |                             |                   |
| |                     |           |                             |                   |
| |                     |           |                             |                   |
| Classement général |                     |           |                             |                   |
| Coureur | Coureur             | Pays      | Équipe                      | Temps             |
| 1er | Jacques Anquetil    | France    | Saint-Raphaël-Gitane-Dunlop | 113 h 25 min 53 s |
| 2e | Raymond Poulidor    | France    | Mercier-BP-Hutchinson       | + 14 s            |
| 3e | Federico Bahamontes | Espagne   | Margnat-Paloma-Dunlop       | + 1 min 33 s      |
| 4e | Henri Anglade       | France    | Pelforth-Sauvage-Lejeune    | + 4 min 21 s      |
| 5e | Georges Groussard   | France    | Pelforth-Sauvage-Lejeune    | + 6 min 49 s      |
| 6e | André Foucher       | France    | Pelforth-Sauvage-Lejeune    | + 7 min 55 s      |
| 7e | Julio Jiménez       | Espagne   | Kas-Kaskol                  | + 8 min 31 s      |
| 8e | Gilbert Desmet      | Belgique  | Wiel's-Groene Leeuw         | + 10 min 25 s     |
| 9e | Hans Junkermann     | Allemagne | Wiel's-Groene Leeuw         | + 10 min 49 s     |
| 10e | Vittorio Adorni     | Italie    | Salvarani                   | + 12 min 41 s     |

## Classements annexes
| Classement par points | Classement par points | Classement par points | Classement par points       | Classement par points |
| Coureur               | Coureur               | Pays                  | Équipe                      | Points                |
| --------------------- | --------------------- | --------------------- | --------------------------- | --------------------- |
| 1er                   | Jan Janssen           | Pays-Bas              | Pelforth-Sauvage-Lejeune    | 186 pts               |
| 2e                    | Edward Sels           | Belgique              | Solo-Superia                | 174 pts               |
| 3e                    | Rudi Altig            | Allemagne             | Saint-Raphaël-Gitane-Dunlop | 145 pts               |
| 4e                    | Gilbert Desmet        | Belgique              | Wiel's-Groene Leeuw         | 142 pts               |
| 5e                    | Raymond Poulidor      | France                | Mercier-BP-Hutchinson       | 126 pts               |

| Classement par points | Classement par points | Classement par points | Classement par points       | Classement par points |
| Coureur               | Coureur               | Pays                  | Équipe                      | Points                |
| --------------------- | --------------------- | --------------------- | --------------------------- | --------------------- |
| 1er                   | Jan Janssen           | Pays-Bas              | Pelforth-Sauvage-Lejeune    | 186 pts               |
| 2e                    | Edward Sels           | Belgique              | Solo-Superia                | 174 pts               |
| 3e                    | Rudi Altig            | Allemagne             | Saint-Raphaël-Gitane-Dunlop | 145 pts               |
| 4e                    | Gilbert Desmet        | Belgique              | Wiel's-Groene Leeuw         | 142 pts               |
| 5e                    | Raymond Poulidor      | France                | Mercier-BP-Hutchinson       | 126 pts               |

| Classement de la montagne | Classement de la montagne | Classement de la montagne | Classement de la montagne | Classement de la montagne |
| Coureur                   | Coureur                   | Pays                      | Équipe                    | Points                    |
| ------------------------- | ------------------------- | ------------------------- | ------------------------- | ------------------------- |
| 1er                       | Federico Bahamontes       | Espagne                   | Margnat-Paloma-Dunlop     | 173 pts                   |
| 2e                        | Julio Jiménez             | Espagne                   | Kas-Kaskol                | 167 pts                   |
| 3e                        | Raymond Poulidor          | France                    | Mercier-BP-Hutchinson     | 86 pts                    |
| 4e                        | Hans Junkermann           | Allemagne                 | Wiel's-Groene Leeuw       | 48 pts                    |
| 5e                        | Henri Anglade             | France                    | Pelforth-Sauvage-Lejeune  | 44 pts                    |

| Classement de la montagne | Classement de la montagne | Classement de la montagne | Classement de la montagne | Classement de la montagne |
| Coureur                   | Coureur                   | Pays                      | Équipe                    | Points                    |
| ------------------------- | ------------------------- | ------------------------- | ------------------------- | ------------------------- |
| 1er                       | Federico Bahamontes       | Espagne                   | Margnat-Paloma-Dunlop     | 173 pts                   |
| 2e                        | Julio Jiménez             | Espagne                   | Kas-Kaskol                | 167 pts                   |
| 3e                        | Raymond Poulidor          | France                    | Mercier-BP-Hutchinson     | 86 pts                    |
| 4e                        | Hans Junkermann           | Allemagne                 | Wiel's-Groene Leeuw       | 48 pts                    |
| 5e                        | Henri Anglade             | France                    | Pelforth-Sauvage-Lejeune  | 44 pts                    |

| Classement par équipes | Classement par équipes      | Classement par équipes | Classement par équipes |
| Équipe                 | Équipe                      | Pays                   | Temps                  |
| ---------------------- | --------------------------- | ---------------------- | ---------------------- |
| 1re                    | Pelforth-Sauvage-Lejeune    | France                 | 340 h 27 min 49 s      |
| 2e                     | Wiel's-Groene Leeuw         | Belgique               | + 32 min 31 s          |
| 3e                     | Saint-Raphaël-Gitane-Dunlop | France                 | + 35 min 59 s          |
| 4e                     | Margnat-Paloma-Dunlop       | France                 | + 47 min 15 s          |
| 5e                     | Kas-Kaskol                  | Espagne                | + 54 min 40 s          |

| Classement par équipes | Classement par équipes      | Classement par équipes | Classement par équipes |
| Équipe                 | Équipe                      | Pays                   | Temps                  |
| ---------------------- | --------------------------- | ---------------------- | ---------------------- |
| 1re                    | Pelforth-Sauvage-Lejeune    | France                 | 340 h 27 min 49 s      |
| 2e                     | Wiel's-Groene Leeuw         | Belgique               | + 32 min 31 s          |
| 3e                     | Saint-Raphaël-Gitane-Dunlop | France                 | + 35 min 59 s          |
| 4e                     | Margnat-Paloma-Dunlop       | France                 | + 47 min 15 s          |
| 5e                     | Kas-Kaskol                  | Espagne                | + 54 min 40 s          |

## Postérité
Cette étape et notamment son final avec l'ascension du puy de Dôme figure parmi les « étapes mythiques » de l'histoire du Tour de France. Elle est considérée comme un possible moment de bascule pour la victoire finale du Tour de France 1964 et une potentielle occasion manquée pour Raymond Poulidor de faire la différence face à son rival Jacques Anquetil, porteur du maillot jaune et futur vainqueur du classement général. Alors que Poulidor subit de la malchance ou fait des erreurs sur d'autres étapes plus tôt dans ce Tour de France, une photographie prise par Roger Krieger pour L'Équipe lors de la montée du puy de Dôme demeure célèbre pour symboliser cette rivalité et faire de cette étape un moment-clé pour le classement final de cette Grande Boucle. Elle montre les deux coureurs côte à côte durant l'ascension avec l'épaule droite de Poulidor qui touche l'épaule gauche d'Anquetil.